# Gran Premio di superbike di Jerez 2023
Il Gran Premio di superbike di Jerez 2023 è stato la dodicesima e ultima prova del mondiale superbike del 2023. Nello stesso fine settimana si è corsa anche la dodicesima prova del campionato mondiale Supersport. 

## Panoramica delle gare
Le tre gare del mondiale Superbke vanno ad Álvaro Bautista, autore della pole position, che si conferma campione mondiale. Piazza d'onore per il turco Toprak Razgatlıoğlu che conquista due secondi posti in gara uno e gara due. Nella graduatoria del Trofeo Indipendenti Axel Bassani, su Ducati, ottiene il primo posto per il secondo anno consecutivo. le due prove del mondiale Supersport vanno a Nicolò Bulega già campione 2023 dal Gran Premio precedente, con quasi tutti i titoli e piazzamenti assegnati, al termine di gara uno Ten Kate Racing vince la classifica a squadre. In gara due, grazie ad un terzo posto, Can Öncü riporta Kawasaki sul podio dove mancava dal Gran Premio di Mandalika.

## Superbike gara 1

### Arrivati al traguardo
| Pos. | Nº | Pilota                | Squadra                    | Motocicletta        | Giri | Tempo     | Griglia | Punti |
| ---- | -- | --------------------- | -------------------------- | ------------------- | ---- | --------- | ------- | ----- |
| 1º   | 1  | Álvaro Bautista       | Aruba.it Racing - Ducati   | Ducati Panigale V4R | 20   | 33'44.752 | 1º      | 25    |
| 2º   | 54 | Toprak Razgatlıoğlu   | Pata Yamaha Prometeon      | Yamaha YZF R1       | 20   | +1.195    | 7º      | 20    |
| 3º   | 55 | Andrea Locatelli      | Pata Yamaha Prometeon      | Yamaha YZF R1       | 20   | +9.071    | 10º     | 16    |
| 4º   | 65 | Jonathan Rea          | Kawasaki Racing            | Kawasaki ZX-10RR    | 20   | +10.065   | 4º      | 13    |
| 5º   | 9  | Danilo Petrucci       | Barni Spark Racing         | Ducati Panigale V4R | 20   | +10.661   | 12º     | 11    |
| 6º   | 5  | Philipp Öttl          | Team GoEleven              | Ducati Panigale V4R | 20   | +11.538   | 6º      | 10    |
| 7º   | 22 | Alex Lowes            | Kawasaki Racing            | Kawasaki ZX-10RR    | 20   | +12.152   | 3º      | 9     |
| 8º   | 21 | Michael Ruben Rinaldi | Aruba.it Racing - Ducati   | Ducati Panigale V4R | 20   | +18.148   | 11º     | 8     |
| 9º   | 7  | Iker Lecuona          | Team HRC                   | Honda CBR1000 RR-R  | 20   | +20.639   | 14º     | 7     |
| 10º  | 97 | Xavi Vierge           | Team HRC                   | Honda CBR1000 RR-R  | 20   | +23.671   | 16º     | 6     |
| 11º  | 53 | Esteve Rabat          | Kawasaki Puccetti Racing   | Kawasaki ZX-10RR    | 20   | +24.827   | 17º     | 5     |
| 12º  | 34 | Lorenzo Baldassarri   | GMT94 Yamaha               | Yamaha YZF R1       | 20   | +27.061   | 19º     | 4     |
| 13º  | 76 | Loris Baz             | Bonovo Action BMW          | BMW M1000 RR        | 20   | +39.299   | 18º     | 3     |
| 14º  | 31 | Garrett Gerloff       | Bonovo Action BMW          | BMW M1000 RR        | 20   | +39.983   | 9º      | 2     |
| 15º  | 35 | Hafizh Syahrin        | Petronas MIE Racing Honda  | Honda CBR1000 RR-R  | 20   | +56.614   | 21º     | 1     |
| 16º  | 52 | Oliver König          | Orelac Racing Movisio      | Kawasaki ZX-10RR    | 20   | +56.658   | 24º     |       |
| 17º  | 36 | Leandro Mercado       | Petronas MIE Racing Honda  | Honda CBR1000 RR-R  | 20   | +58.975   | 22º     |       |
| 18º  | 77 | Dominique Aegerter    | GYTR GRT Yamaha            | Yamaha YZF R1       | 20   | +58.924   | 2º      |       |
| 19º  | 61 | Florian Alt           | Holzhauer Racing Promotion | Honda CBR1000 RR-R  | 20   | +1'07.338 | 23º     |       |

### Ritirati
| Nº | Pilota               | Squadra            | Motocicletta        | Giri | Griglia |
| -- | -------------------- | ------------------ | ------------------- | ---- | ------- |
| 47 | Axel Bassani         | Motocorsa Racing   | Ducati Panigale V4R | 13   | 15º     |
| 16 | Gabriele Ruiu        | Bmax Racing        | BMW M1000 RR        | 12   | 20º     |
| 60 | Michael van der Mark | Rokit BMW Motorrad | BMW M1000 RR        | 9    | 13º     |
| 45 | Scott Redding        | Rokit BMW Motorrad | BMW M1000 RR        | 7    | 8º      |
| 87 | Remy Gardner         | GYTR GRT Yamaha    | Yamaha YZF R1       | 3    | 5º      |

## Superbike gara superpole
La gara superpole è stata interrotta dopo un giro a causa di una bandiera rossa, alla ripresa i piloti si sono schierati in griglia di partenza in base al tempo delle qualifiche ufficiali.

### Arrivati al traguardo
| Pos. | Nº | Pilota                | Squadra                    | Motocicletta        | Giri | Tempo     | Griglia | Punti |
| ---- | -- | --------------------- | -------------------------- | ------------------- | ---- | --------- | ------- | ----- |
| 1º   | 1  | Álvaro Bautista       | Aruba.it Racing - Ducati   | Ducati Panigale V4R | 8    | 13'25.903 | 1º      | 12    |
| 2º   | 77 | Dominique Aegerter    | GYTR GRT Yamaha            | Yamaha YZF R1       | 8    | +1.487    | 2º      | 9     |
| 3º   | 65 | Jonathan Rea          | Kawasaki Racing            | Kawasaki ZX-10RR    | 8    | +3.124    | 4º      | 7     |
| 4º   | 54 | Toprak Razgatlıoğlu   | Pata Yamaha Prometeon      | Yamaha YZF R1       | 8    | +3.581    | 7º      | 6     |
| 5º   | 55 | Andrea Locatelli      | Pata Yamaha Prometeon      | Yamaha YZF R1       | 8    | +5.716    | 10º     | 5     |
| 6º   | 87 | Remy Gardner          | GYTR GRT Yamaha            | Yamaha YZF R1       | 8    | +6.268    | 5º      | 4     |
| 7º   | 5  | Philipp Öttl          | Team GoEleven              | Ducati Panigale V4R | 8    | +6.572    | 6º      | 3     |
| 8º   | 60 | Michael van der Mark  | Rokit BMW Motorrad         | BMW M1000 RR        | 8    | +6.878    | 13º     | 2     |
| 9º   | 9  | Danilo Petrucci       | Barni Spark Racing         | Ducati Panigale V4R | 8    | +7.342    | 12º     | 1     |
| 10º  | 97 | Xavi Vierge           | Team HRC                   | Honda CBR1000 RR-R  | 8    | +8.522    | 16º     |       |
| 11º  | 21 | Michael Ruben Rinaldi | Aruba.it Racing - Ducati   | Ducati Panigale V4R | 8    | +12.320   | 11º     |       |
| 12º  | 34 | Lorenzo Baldassarri   | GMT94 Yamaha               | Yamaha YZF R1       | 8    | +12.772   | 19º     |       |
| 13º  | 7  | Iker Lecuona          | Team HRC                   | Honda CBR1000 RR-R  | 8    | +13.043   | 14º     |       |
| 14º  | 76 | Loris Baz             | Bonovo Action BMW          | BMW M1000 RR        | 8    | +14.586   | 18º     |       |
| 15º  | 53 | Esteve Rabat          | Kawasaki Puccetti Racing   | Kawasaki ZX-10RR    | 8    | +17.734   | 17º     |       |
| 16º  | 35 | Hafizh Syahrin        | Petronas MIE Racing Honda  | Honda CBR1000 RR-R  | 8    | +22.082   | 21º     |       |
| 17º  | 52 | Oliver König          | Orelac Racing Movisio      | Kawasaki ZX-10RR    | 8    | +25.785   | 24º     |       |
| 18º  | 61 | Florian Alt           | Holzhauer Racing Promotion | Honda CBR1000 RR-R  | 8    | +25.908   | 23º     |       |
| 19º  | 16 | Gabriele Ruiu         | Bmax Racing                | BMW M1000 RR        | 8    | +26.403   | 20º     |       |
| 20º  | 36 | Leandro Mercado       | Petronas MIE Racing Honda  | Honda CBR1000 RR-R  | 8    | +28.518   | 22º     |       |

### Ritirati
| Nº | Pilota          | Squadra            | Motocicletta        | Giri | Griglia |
| -- | --------------- | ------------------ | ------------------- | ---- | ------- |
| 45 | Scott Redding   | Rokit BMW Motorrad | BMW M1000 RR        | 6    | 8º      |
| 47 | Axel Bassani    | Motocorsa Racing   | Ducati Panigale V4R | 5    | 15º     |
| 31 | Garrett Gerloff | Bonovo Action BMW  | BMW M1000 RR        | 5    | 9º      |
| 22 | Alex Lowes      | Kawasaki Racing    | Kawasaki ZX-10RR    | 2    | 3º      |

## Superbike gara 2

### Arrivati al traguardo
| Pos. | Nº | Pilota                | Squadra                    | Motocicletta        | Giri | Tempo     | Griglia | Punti |
| ---- | -- | --------------------- | -------------------------- | ------------------- | ---- | --------- | ------- | ----- |
| 1º   | 1  | Álvaro Bautista       | Aruba.it Racing - Ducati   | Ducati Panigale V4R | 20   | 33'42.679 | 1º      | 25    |
| 2º   | 54 | Toprak Razgatlıoğlu   | Pata Yamaha Prometeon      | Yamaha YZF R1       | 20   | +0.018    | 4º      | 20    |
| 3º   | 77 | Dominique Aegerter    | GYTR GRT Yamaha            | Yamaha YZF R1       | 20   | +0.321    | 2º      | 16    |
| 4º   | 87 | Remy Gardner          | GYTR GRT Yamaha            | Yamaha YZF R1       | 20   | +1.370    | 6º      | 13    |
| 5º   | 9  | Danilo Petrucci       | Barni Spark Racing         | Ducati Panigale V4R | 20   | +2.602    | 9º      | 11    |
| 6º   | 21 | Michael Ruben Rinaldi | Aruba.it Racing - Ducati   | Ducati Panigale V4R | 20   | +5.997    | 12º     | 10    |
| 7º   | 5  | Philipp Öttl          | Team GoEleven              | Ducati Panigale V4R | 20   | +7.991    | 7º      | 9     |
| 8º   | 45 | Scott Redding         | Rokit BMW Motorrad         | BMW M1000 RR        | 20   | +9.489    | 10º     | 8     |
| 9º   | 31 | Garrett Gerloff       | Bonovo Action BMW          | BMW M1000 RR        | 20   | +9.800    | 11º     | 7     |
| 10º  | 55 | Andrea Locatelli      | Pata Yamaha Prometeon      | Yamaha YZF R1       | 20   | +10.000   | 5º      | 6     |
| 11º  | 47 | Axel Bassani          | Motocorsa Racing           | Ducati Panigale V4R | 20   | +11.899   | 14º     | 5     |
| 12º  | 60 | Michael van der Mark  | Rokit BMW Motorrad         | BMW M1000 RR        | 20   | +14.204   | 8º      | 4     |
| 13º  | 97 | Xavi Vierge           | Team HRC                   | Honda CBR1000 RR-R  | 20   | +15.862   | 15º     | 3     |
| 14º  | 53 | Esteve Rabat          | Kawasaki Puccetti Racing   | Kawasaki ZX-10RR    | 20   | +17.188   | 16º     | 2     |
| 15º  | 34 | Lorenzo Baldassarri   | GMT94 Yamaha               | Yamaha YZF R1       | 20   | +17.466   | 18º     | 1     |
| 16º  | 7  | Iker Lecuona          | Team HRC                   | Honda CBR1000 RR-R  | 20   | +26.477   | 13º     |       |
| 17º  | 65 | Jonathan Rea          | Kawasaki Racing            | Kawasaki ZX-10RR    | 20   | +31.156   | 3º      |       |
| 18º  | 76 | Loris Baz             | Bonovo Action BMW          | BMW M1000 RR        | 20   | +32.419   | 17º     |       |
| 19º  | 35 | Hafizh Syahrin        | Petronas MIE Racing Honda  | Honda CBR1000 RR-R  | 20   | +38.944   | 19º     |       |
| 20º  | 16 | Gabriele Ruiu         | Bmax Racing                | BMW M1000 RR        | 20   | +44.442   | 19º     |       |
| 21º  | 36 | Leandro Mercado       | Petronas MIE Racing Honda  | Honda CBR1000 RR-R  | 20   | +49.727   | 21º     |       |
| 22º  | 61 | Florian Alt           | Holzhauer Racing Promotion | Honda CBR1000 RR-R  | 20   | +53.049   | 22º     |       |
| 23º  | 52 | Oliver König          | Orelac Racing Movisio      | Kawasaki ZX-10RR    | 20   | +55.020   | 23º     |       |

## Supersport gara 1

### Arrivati al traguardo
| Pos. | Nº | Pilota               | Squadra                   | Motocicletta                 | Giri | Tempo     | Griglia | Punti |
| ---- | -- | -------------------- | ------------------------- | ---------------------------- | ---- | --------- | ------- | ----- |
| 1º   | 11 | Nicolò Bulega        | Aruba.it Racing           | Ducati Panigale V2           | 17   | 29'18.670 | 1º      | 25    |
| 2º   | 62 | Stefano Manzi        | Ten Kate Racing Yamaha    | Yamaha YZF R6                | 17   | +4.892    | 4º      | 20    |
| 6º   | 64 | Federico Caricasulo  | Althea Racing             | Ducati Panigale V2           | 17   | +4.931    | 2º      | 16    |
| 4º   | 9  | Jorge Navarro        | Ten Kate Racing Yamaha    | Yamaha YZF R6                | 17   | +8.335    | 7º      | 13    |
| 5º   | 94 | Valentin Debise      | GMT94 Yamaha              | Yamaha YZF R6                | 17   | +8.390    | 9º      | 11    |
| 6º   | 99 | Adrián Huertas       | MTM Kawasaki              | Kawasaki ZX-6R               | 17   | +11.557   | 6º      | 10    |
| 7º   | 3  | Raffaele De Rosa     | Orelac Racing Verdnatura  | Ducati Panigale V2           | 17   | +13.055   | 8º      | 9     |
| 8º   | 48 | Lorenzo Dalla Porta  | Evan Bros. Yamaha         | Yamaha YZF R6                | 17   | +21.083   | 16º     | 8     |
| 9º   | 66 | Niki Tuuli           | PTR Triumph               | Triumph Street Triple RS 765 | 17   | +21.234   | 14º     | 7     |
| 10º  | 28 | Glenn van Straalen   | EAB Racing                | Yamaha YZF R6                | 17   | +21.563   | 10º     | 6     |
| 11º  | 61 | Can Öncü             | Kawasaki Puccetti Racing  | Kawasaki ZX-6R               | 17   | +26.960   | 11º     | 5     |
| 12º  | 40 | Simone Corsi         | Altogo Racing Team        | Yamaha YZF R6                | 17   | +30.538   | 31º     | 4     |
| 13º  | 50 | Ondřej Vostatek      | PTR Triumph               | Triumph Street Triple RS 765 | 17   | +31.920   | 22º     | 3     |
| 14º  | 51 | Anupab Sarmoon       | Yamaha Thailand Racing    | Yamaha YZF R6                | 17   | +37.815   | 24º     | 2     |
| 15º  | 23 | Marcel Schrötter     | MV Agusta Reparto Corse   | MV Agusta F3 800 RR          | 17   | +41.236   | 3º      | 1     |
| 16º  | 54 | Bahattin Sofuoğlu    | MV Agusta Reparto Corse   | MV Agusta F3 800 RR          | 17   | +46.087   | 13º     |       |
| 17º  | 24 | Apiwath Wongthananon | Yamaha Thailand Racing    | Yamaha YZF R6                | 17   | +37.815   | 19º     |       |
| 18º  | 32 | Oliver Bayliss       | D34G Racing               | Ducati Panigale V2           | 17   | +47.402   | 30º     |       |
| 19º  | 95 | Tarran Mackenzie     | Petronas MIE Racing Honda | Honda CBR600RR               | 17   | +48.310   | 23º     |       |
| 20º  | 35 | Leonardo Taccini     | Motozoo ME Air Racing     | Kawasaki ZX-6R               | 17   | +55.720   | 27º     |       |
| 21º  | 89 | Khairul Idham Pawi   | Petronas MIE Racing Honda | Honda CBR600RR               | 17   | +57.205   | 26º     |       |
| 22º  | 37 | José Pérez González  | D34G Racing               | Ducati Panigale V2           | 17   | +1'03.104 | 29º     |       |
| 23º  | 27 | Álvaro Díaz          | VFT Racing WEBIKE Yamaha  | Yamaha YZF R6                | 17   | +1'12.273 | 21º     |       |
| 24º  | 21 | Filippo Fuligni      | Orelac Racing Verdnatura  | Yamaha YZF-R6                | 17   | +1'21.915 | 18º     |       |

### Ritirati
| Nº | Pilota               | Squadra                   | Motocicletta       | Giri | Griglia |
| -- | -------------------- | ------------------------- | ------------------ | ---- | ------- |
| 72 | Yeray Ruiz           | MDR Offitec Yamaha        | Yamaha YZF R6      | 16   | 12º     |
| 75 | Miquel Pons          | Zeus Motorsport           | Yamaha YZF R6      | 13   | 25º     |
| 20 | Melvin van der Voort | Team SWPN                 | Yamaha YZF R6      | 5    | 15º     |
| 12 | Gabriele Giannini    | ProDina Kawasaki Racing   | Kawasaki ZX-6R     | 5    | 20º     |
| 26 | Muhammad Norrodin    | Petronas MIE Racing Honda | Honda CBR600RR     | 1    | 28º     |
| 55 | Yari Montella        | Barni Spark Racing        | Ducati Panigale V2 | 0    | 5º      |

## Supersport gara 2
Gara due è stata interrotta dopo quattro giri a causa di una bandiera rossa, alla ripresa i piloti si sono schierati in griglia di partenza in base all'ordine d'arrivo nella prima parte di gara.

### Arrivati al traguardo
| Pos. | Nº | Pilota               | Squadra                   | Motocicletta                 | Giri | Tempo     | Griglia | Punti |
| ---- | -- | -------------------- | ------------------------- | ---------------------------- | ---- | --------- | ------- | ----- |
| 1º   | 11 | Nicolò Bulega        | Aruba.it Racing           | Ducati Panigale V2           | 7    | 12'05.493 | 1º      | 25    |
| 2º   | 62 | Stefano Manzi        | Ten Kate Racing Yamaha    | Yamaha YZF R6                | 7    | +1.478    | 3º      | 20    |
| 3º   | 61 | Can Öncü             | Kawasaki Puccetti Racing  | Kawasaki ZX-6R               | 7    | +2.459    | 7º      | 16    |
| 4º   | 99 | Adrián Huertas       | MTM Kawasaki              | Kawasaki ZX-6R               | 7    | +3.709    | 11º     | 13    |
| 5º   | 64 | Federico Caricasulo  | Althea Racing             | Ducati Panigale V2           | 7    | +4.287    | 2º      | 11    |
| 6º   | 94 | Valentin Debise      | GMT94 Yamaha              | Yamaha YZF R6                | 7    | +4.470    | 5º      | 10    |
| 7º   | 28 | Glenn van Straalen   | EAB Racing                | Yamaha YZF R6                | 7    | +6.447    | 10º     | 9     |
| 8º   | 72 | Yeray Ruiz           | MDR Offitec Yamaha        | Yamaha YZF R6                | 7    | +6.619    | 8º      | 8     |
| 9º   | 48 | Lorenzo Dalla Porta  | Evan Bros. Yamaha         | Yamaha YZF R6                | 7    | +8.482    | 9º      | 7     |
| 10º  | 40 | Simone Corsi         | Altogo Racing Team        | Yamaha YZF R6                | 7    | +8.593    | 15º     | 6     |
| 11º  | 9  | Jorge Navarro        | Ten Kate Racing Yamaha    | Yamaha YZF R6                | 7    | +8.772    | 6º      | 5     |
| 12º  | 66 | Niki Tuuli           | PTR Triumph               | Triumph Street Triple RS 765 | 7    | +9.498    | 12º     | 4     |
| 13º  | 20 | Melvin van der Voort | Team SWPN                 | Yamaha YZF R6                | 7    | +11.475   | 13º     | 3     |
| 14º  | 95 | Tarran Mackenzie     | Petronas MIE Racing Honda | Honda CBR600RR               | 7    | +15.974   | 20º     | 2     |
| 15º  | 37 | José Pérez González  | D34G Racing               | Ducati Panigale V2           | 7    | +16.240   | 17º     | 1     |
| 16º  | 21 | Filippo Fuligni      | Orelac Racing Verdnatura  | Yamaha YZF-R6                | 7    | +17.812   | 14º     |       |
| 17º  | 51 | Anupab Sarmoon       | Yamaha Thailand Racing    | Yamaha YZF R6                | 7    | +18.074   | 16º     |       |
| 18º  | 32 | Oliver Bayliss       | D34G Racing               | Ducati Panigale V2           | 7    | +18.085   | 22º     |       |
| 19º  | 89 | Khairul Idham Pawi   | Petronas MIE Racing Honda | Honda CBR600RR               | 7    | +20.832   | 24º     |       |
| 20º  | 35 | Leonardo Taccini     | Motozoo ME Air Racing     | Kawasaki ZX-6R               | 7    | +23.915   | 23º     |       |
| 21º  | 27 | Álvaro Díaz          | VFT Racing WEBIKE Yamaha  | Yamaha YZF R6                | 7    | +35.341   | 18º     |       |

### Ritirati
| Nº | Pilota            | Squadra                   | Motocicletta                 | Giri | Griglia |
| -- | ----------------- | ------------------------- | ---------------------------- | ---- | ------- |
| 26 | Muhammad Norrodin | Petronas MIE Racing Honda | Honda CBR600RR               | 4    | 21º     |
| 3  | Raffaele De Rosa  | Orelac Racing Verdnatura  | Ducati Panigale V2           | 4    | 4º      |
| 12 | Gabriele Giannini | ProDina Kawasaki Racing   | Kawasaki ZX-6R               | 3    | 19º     |
| 23 | Marcel Schrötter  | MV Agusta Reparto Corse   | MV Agusta F3 800 RR          | 0    |         |
| 54 | Bahattin Sofuoğlu | MV Agusta Reparto Corse   | MV Agusta F3 800 RR          | 0    |         |
| 50 | Ondřej Vostatek   | PTR Triumph               | Triumph Street Triple RS 765 | 0    |         |